# Molinos y lavaderos de Chacaica
Los molinos y lavaderos de Chacaica son un Bien de Interés Cultural con la categoría de Sitio Etnológico localizado en el lugar conocido como Chacaica, dentro del barrio de San Pedro de Arriba, en la parte alta del casco histórico de Güímar, en la isla de Tenerife (Canarias, España).

## Descripción
Este enclave poblacional ocupa la ladera izquierda del Barranco del Luchón o del Corral de las Ovejas -conocida como Cuesta de Chacaica- y su origen está relacionado con la expansión del casco urbano original siguiendo el antiguo camino de Las Vistas que, a través de la Caldera de Pedro Gil, conectaba con el Valle de La Orotava. Aun conservando algunos inmuebles antiguos y buenos ejemplos de arquitectura popular, Chacaica muestra en la actualidad una trama urbana un tanto anárquica y carente de ordenación, articulada en torno a la calle Chacaica, con algunos callejones transversales que dan acceso a las viviendas.
Se trata de edificaciones autoconstruidas imbricadas con algunas parcelas ocupadas con cultivos tradicionales, especialmente viñedos, lo que indica la vocación agrícola del barrio. Los tres molinos -el de Arriba o Trasmuros, el Medio y el de Abajo- presentan una tipología característica conformada por varios cilindros superpuestos y decrecientes en diámetro, fabricados en mampostería, con una forma semejante a un cono escalonado. El Molino de Arriba se encuentra adosado a una serie de bancales con viñedos y sólo conserva el "cubo" por cuyo interior bajaba el agua, mientras que las dependencias anejas han desaparecido. Los otros dos molinos conservan el cubo, así como una parte de la canalización que conducía el agua hasta el mismo, sostenida por una arquería de medio punto. En el caso del Molino de Abajo, que ha sido restaurado recientemente por su propietario, se conserva una edificación aneja, si bien no se ha podido constatar la existencia de la antigua maquinaria, aunque presumiblemente ha desaparecido en los tres casos.
La fuente se localiza en la esquina entre la calle Chacaica y la calle Nazaret y está conformada por una pila rectangular con cinco chorros, uno de los cuales representa una cabeza antropomorfa o zoomorfa, supuestamente de un león.
Al otro lado de la calle Nazaret se encuentran los canales y tanquillas de distribución del agua para fines agrícolas, junto a una pequeña construcción destinada al acomodo del "cañero" o persona responsable de vigilar los repartos de agua entre los agricultores. Junto a ellos, los antiguos lavaderos están constituidos por varios canales en mampostería y bloques de cantería de basalto, delimitados por lajas de basalto poroso inclinadas, sobre las que se efectuaban las tareas de lavado. El espacio se completa con gradas laterales forradas con placas de basalto.
El conjunto etnográfico se encuentra en un regular estado de conservación, ya que tanto el Molino de Abajo como los lavaderos han sido restaurados en fechas recientes, si bien los dos molinos superiores muestran un peor estado.

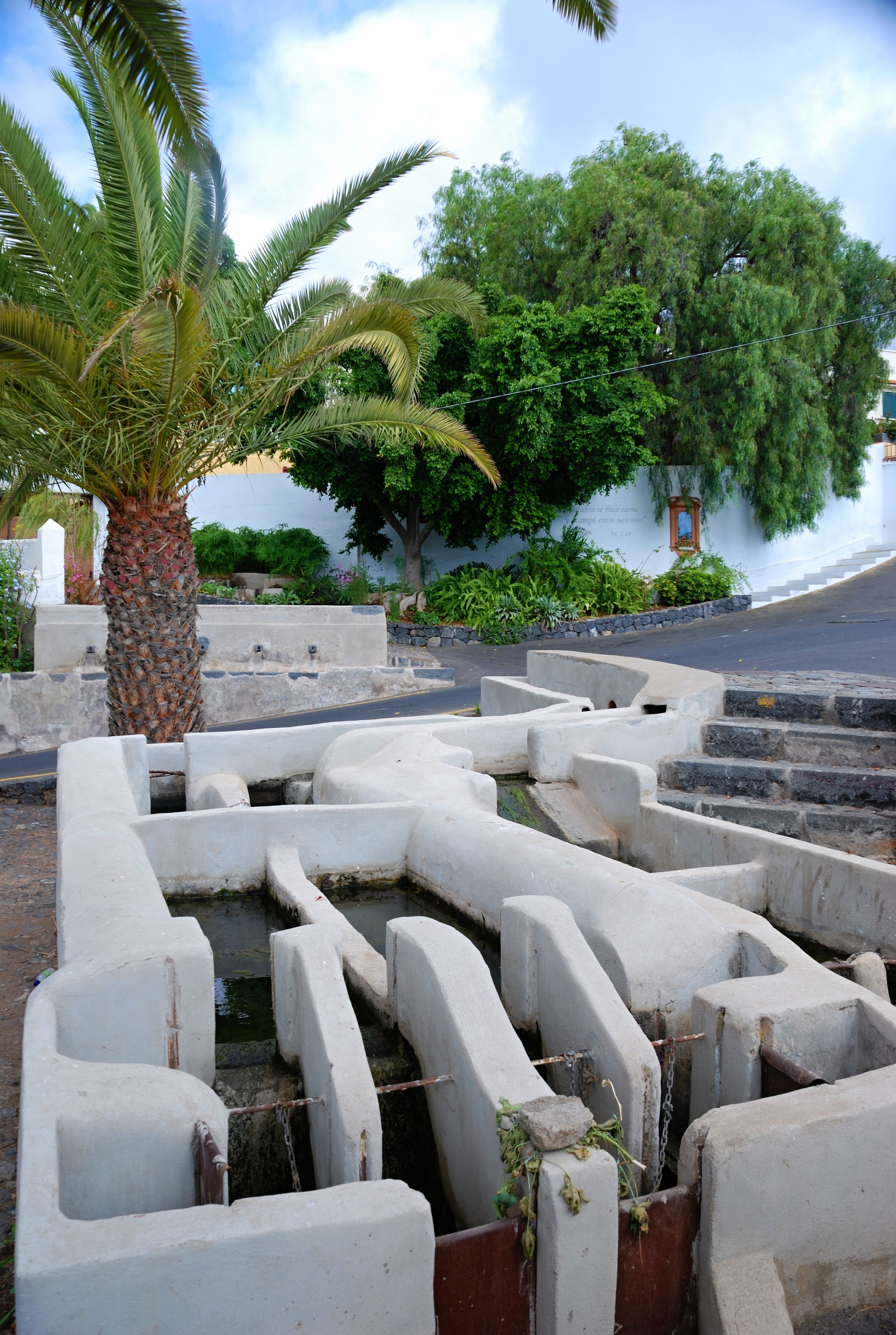
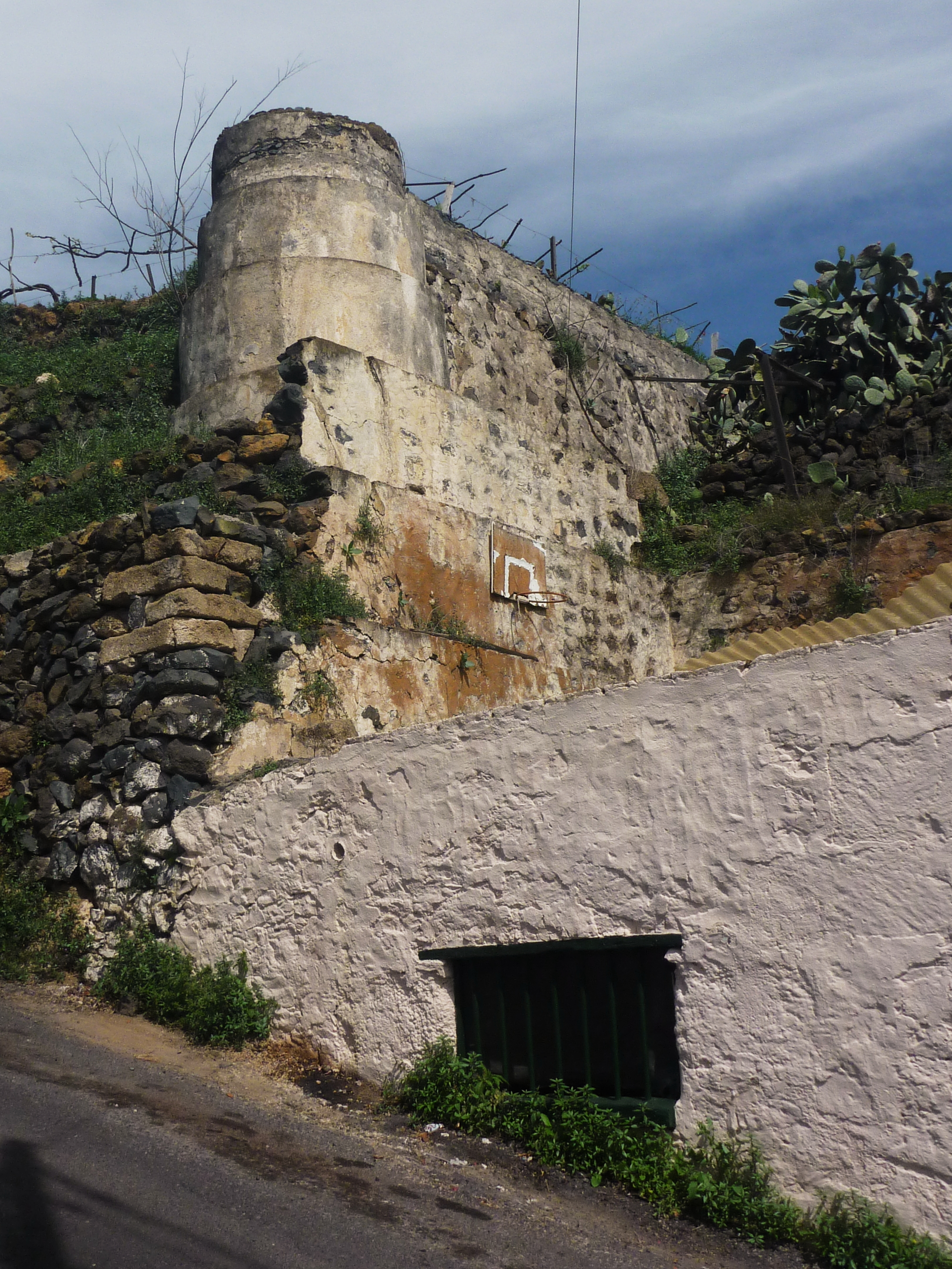
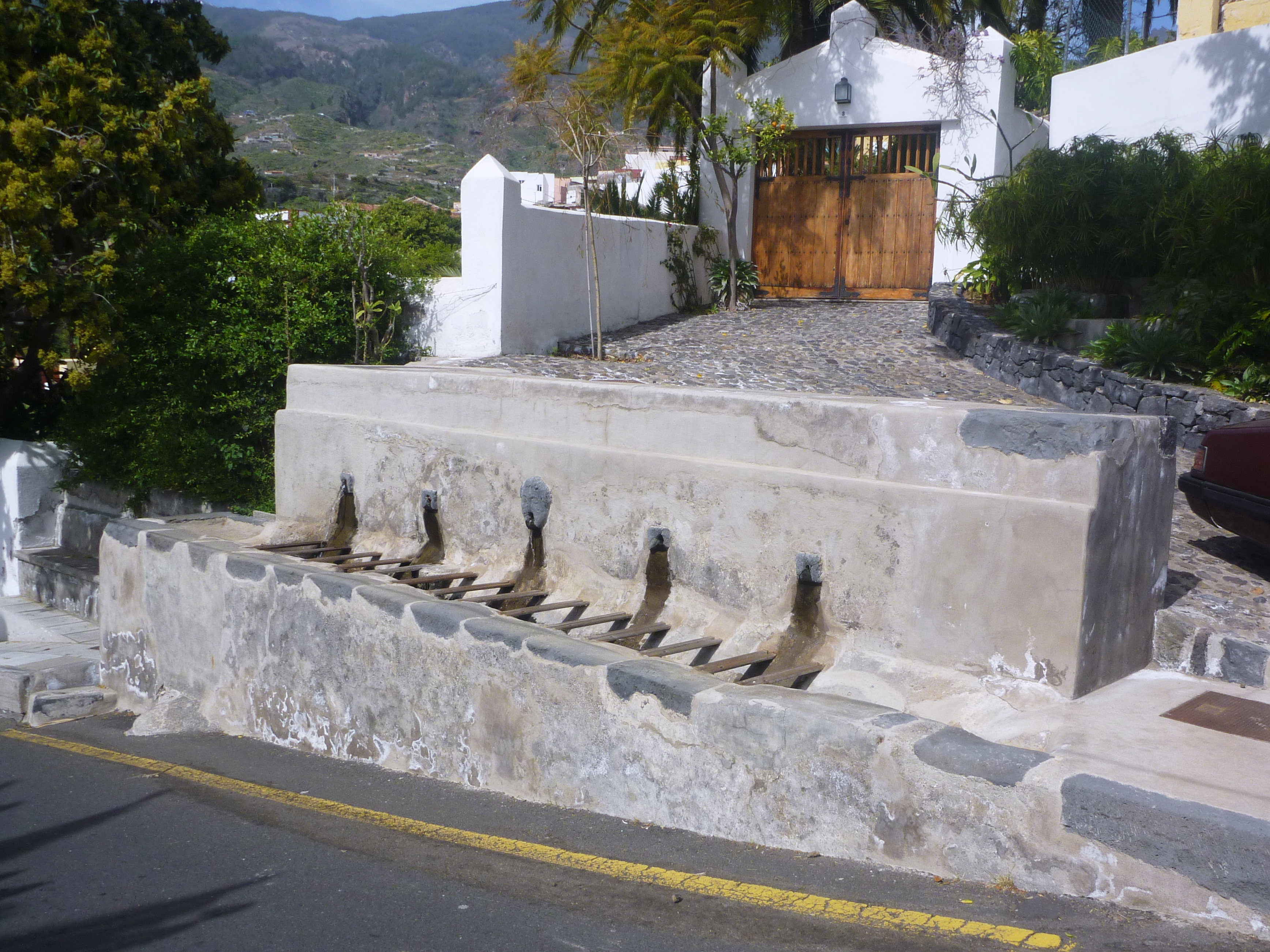
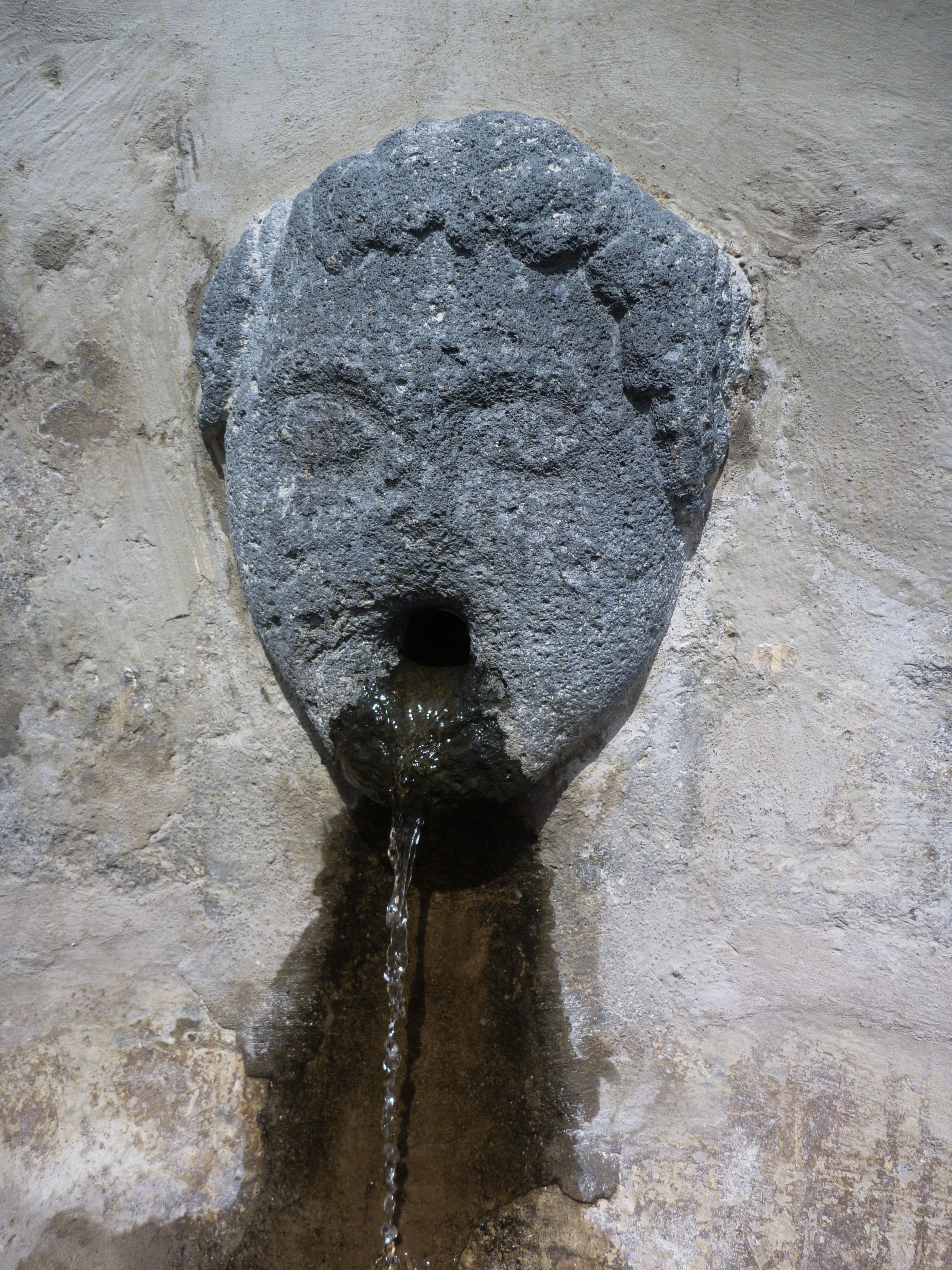